# La Chinoise
La Chinoise [lašinoáz], česky "Číňanka", je francouzský hraný film z roku 1967, který natočil režisér Jean-Luc Godard. Film byl volně inspirován knihou Běsi od Fjodora Dostojevského. Většina děje se odehrává v jednom pařížském bytě, kde malá skupina mladých lidí studuje a debatuje o Mao Ce-tungovi. Většina lidí, kteří ve filmu hráli, byli buď začínající herci či neherci (výjimkou je Jean-Pierre Léaud). Například pro Godardovu manželku Anne Wiazemskou šlo o druhou filmovou roli. Jednu roli ztvárnil senegalský politický aktivista Omar Blondin Diop, jinou zase výtvarník Michel Séméniako. Kameramanem byl Godardův dlouholetý spolupracovník Raoul Coutard.

## Obsazení
| Anne Wiazemsky    | Véronique |
| Jean-Pierre Léaud | Guillaume |
| Michel Séméniako  | Henri     |
| Juliet Berto      | Yvonne    |
| Lex De Bruijn     | Kirilov   |
| Omar Blondin Diop | ROLE      |
| Francis Jeanson   | sám sebe  |